# Lingapura, Davanagere
Lingapura là một làng thuộc tehsil Davanagere, huyện Davanagere, bang Karnataka, Ấn Độ.